# Бизюки (Смоленская область)
Бизюки — упразднённая деревня в Хиславичском районе Смоленской области России. Входила в состав Колесниковского сельского поселения. По состоянию на 2007 год постоянного населения не имела. 
Располагалась в юго-западной части области в 24 км к юго-западу от Хиславичей, в 58 км западнее автодороги А141 Орёл — Витебск, на берегу реки Ослянка. В 58 км восточнее деревни расположена железнодорожная станция Стодолище на линии Смоленск — Рославль. 

## История
В годы Великой Отечественной войны деревню оккупировали гитлеровские войска в июле 1941 года, освобождена в сентябре 1943 года.
Упразднена в 2010 году.